# سرخس أزغب
سرخس أزغب (الاسم العلمي: Polypodium puberulum) هو نوع نباتي يتبع جنس السرخس من فصيلة السرخسية.